# Heinrich Lehmann (Jurist)
Heinrich Lehmann (* 20. Juli 1876 in Prüm, Eifel; † 7. Februar 1963 in Köln) war ein deutscher Rechtswissenschaftler und Rektor der Universität zu Köln.

## Leben
Lehmann, dessen Vater Richter am Oberlandesgericht Köln war, besuchte in Köln das Apostelgymnasium, dort war Konrad Adenauer sein Klassenkamerad. Lehmann begann nach dem Abitur sein Jurastudium in Freiburg im Breisgau und wurde dort Mitglied der katholischen Studentenverbindung K.St.V. Brisgovia im KV. Nach weiteren Studiensemestern in München und Berlin beendete er sein Studium in Bonn, dort wurde er Mitglied der katholischen Studentenverbindung K.St.V. Arminia im KV. 1904 wurde Lehmann in Bonn promoviert und er habilitierte sich dort 1906 mit einer Arbeit „Die Unterlassungspflicht im Bürgerlichen Recht“. 1911 wurde er Professor in Jena, 1917 in Straßburg. Nach dem Ersten Weltkrieg aus Frankreich ausgewiesen, erhielt er 1920 durch die Vermittlung des Kölner Oberbürgermeisters Konrad Adenauer, der in Freiburg und Bonn derselben KV-Verbindung wie Lehmann angehörte, einen Ruf an die Universität zu Köln. Hier amtierte er dreimal als Dekan der juristischen Fakultät und von 1921 bis 1922 als Rektor der Universität.
Bereits 1920 gründete Lehmann an der Universität Köln das Institut für Handels- und Industrierecht, das auch die damals völlig neuen Rechtsgebiete Arbeits- und Wirtschaftsrecht umfasste. Daneben lehrte Lehmann auch noch Zivilprozessrecht sowie Römisches und Deutsches Bürgerliches Recht. Während des Zweiten Weltkriegs beteiligte Lehmann sich an dem Entwurf eines neuen Volksgesetzbuches, das als nationalsozialistische Alternative zum Bürgerlichen Gesetzbuch konzipiert war, aber letztlich nie in Kraft trat.

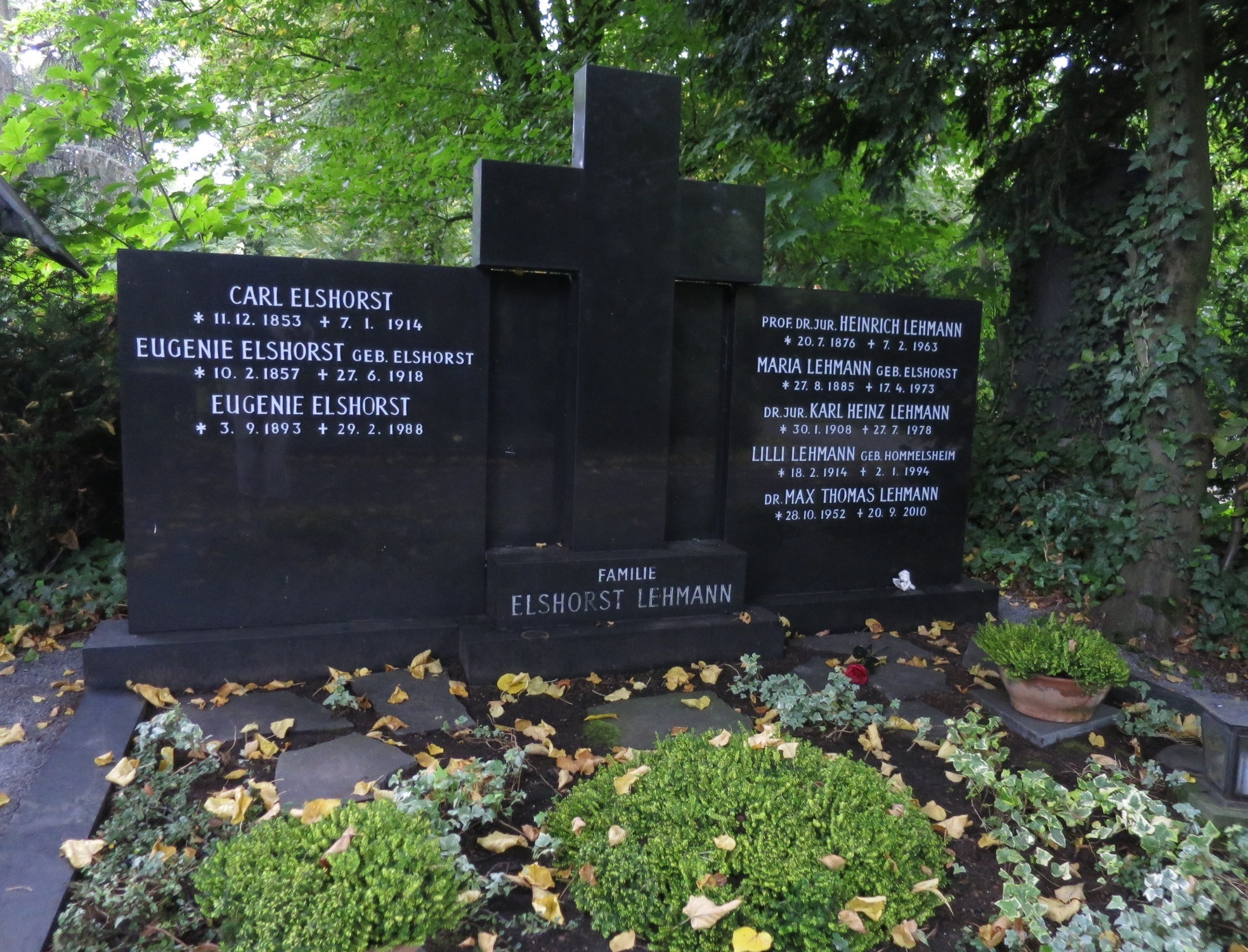
Familiengrab auf dem Melaten-Friedhof

Mehrere Berufungen an andere Universitäten lehnte Lehmann ab, am 31. März 1948 wurde er im Alter von 71 Jahren emeritiert.
Lehmann war ein großer Liebhaber und Förderer der Schönen Künste, er war ein bedeutender Kunstsammler und Musikliebhaber.
Im Alter von 86 Jahren starb Heinrich Lehmann am 7. Februar 1963 in Köln. Er wurde auf dem Melaten-Friedhof (Lit. M) beigesetzt.
Sein Sohn war der Buchtal-Vorstand und DKG-Präsident Helmut Lehmann.

## Juristisches Werk
1913 veröffentlichte Lehmann das Buch „Die Grundlagen des deutschen Industrierechts“, das zu seinen wichtigsten juristischen Beiträgen gehört und für die Entwicklung des deutschen Wirtschaftsrechts Maßstäbe setzte. Neben vielen anderen Werken war besonders sein BGB-Lehrbuch „Recht der Schuldverhältnisse“, welches das entsprechende Werk von Ludwig Enneccerus fortführte (15. Bearbeitung 1958), sehr verbreitet.

## Ehrungen
Die Universitäten Münster und Köln verliehen Lehmann die Ehrendoktorwürde Dr. rer. pol. An seinem 80. Geburtstag erhielt Lehmann das Große Verdienstkreuz der Bundesrepublik Deutschland sowie den päpstlichen Gregoriusorden, die Universität zu Köln ernannte ihn zum Dr. phil. h. c. Lehmann wurde wegen seiner Verdienste um die Musik die Richard-Strauß-Medaille verliehen.
Lehmann war neben seinen Mitgliedschaften in verschiedenen wissenschaftlichen Vereinigungen Ehrenmitglied der Internationalen Gesellschaft für Urheberrecht. 1950 wurde er Ehrenmitglied der katholischen Studentenverbindung AV Rheinstein Köln im CV und 1953 der K.St.V. Nibelung Köln im KV.

## Werkauswahl
- Die Grundlagen des deutschen Industrierechts, 1913
- Die Grundgedanken des neuen Arbeitsrechts: Rede, geh. bei Übernahme d. Rektorwürde d. Universität Köln am 12. Nov. 1921. Müller, Köln 1922
- Allgemeiner Teil des Bürgerlichen Gesetzbuches. Berlin, Leipzig 1922. 2. und vermehrte Auflage
- Familienrecht des Bürgerlichen Gesetzbuches einschließlich Jugendfürsorgerecht. Berlin 1926
- BGB -Lehrbuch "Recht der Schuldverhältnisse. 30. Tsd., Marburg 1930
- Volksgesetzbuch: Grundregeln u. Buch ; 1. Entwurf u. Erläutergn.  Vorgelegt von Justus W. Hedemann, Heinrich Lehmann, Wolfgang Siebert, Berlin 1942. Arbeitsberichte der Akademie für Deutsches Recht, Nr. 22
- Allgemeiner Teil des Bürgerlichen Gesetzbuches. Berlin 1956. 9., vermehrte und verbesserte Auflage